# Improperios (liturgia)
Los Improperios, en latín Improperia, son los versículos que se cantan en el oficio de la tarde del Viernes Santo en la Iglesia católica, durante la ceremonia llamada Adoración de la Cruz. La palabra latina improperium significa « reproche ». Los Improperios son, de hecho, los reproches de Cristo a su pueblo que lo ha rechazado. Puesto que a cambio de todos los favores concedidas por Dios, y en particular de haberlo librado de la servidumbre en Egipto y haberlo conducido sano y salvo a la Tierra Prometida, le ha infligido las ignominias de la Pasión. Esta temática ha sido mucho tiempo ligada a la del « pueblo deicida ». Se puede ver en ella la influencia de Méliton de Sardes y de su Homélie de Pâques.
Es durante La Adoración de la cruz, después de las diecisiete oraciones, que estos improperios se decían por el coro en el rito romano. A cada favor de Dios en el libro del Éxodo se oponía un episodio de la Pasión de Cristo. El coro repetía como estribillo la aclamación griega Hagios o Theós (Ἅγιος ὁ Θεός), de forma más precisa alternando el griego y el latín, en doble coro.

## Historia
La fecha precisa de la aparición de los improperios en la liturgia es incierta. Referencias bien precisas a este tema se encuentran en documentos de los siglos IX y X, y se encuentran alusiones en manuscritos bastante anteriores. En su obra De antiquā ecclesiæ disciplinā, 
Edmond Martène da un cierto número de ejemplos, algunos de los cuales se remontan al año 600. Muchos otros mencionan los Improperios. 
En cualquier caso, parece que han aparecido en el siglo VIII según el historiador francés Jules Isaac. Para el teólogo católico alemán Erik Peterson, su adopción y su inspiración "corresponden a la nueva forma adoptada por el Oremus et pro perfidis Judaeis, especialmente la eliminación de la genuflexión y su interpretación alegórica", casi contemporánea. Los Improperia se extendieron por toda Europa en los siglos XI y XII, antes de incorporarse en el siglo XIV al Ordinario de la Misa. Inicialmente, el orden de los improperios era diferente, y en muchos lugares, fue el propio celebrante, el Viernes Santo, quien cantaba los versículos de los reproches, mientras que el público contestaba el responsorio o antífona

## Texto
| Texto latino en el Gradual Romano 1973 | Texto Español |
| --- | --- |
| I. Popule meus, quid feci tibi? Aut in quo contristavi te? Responde mihi.Miqueas 6:3 | I. A:¡Pueblo mío! ¿Qué te he hecho?, ¿en qué te he ofendido? Respóndeme .Miqueas 6:3 |

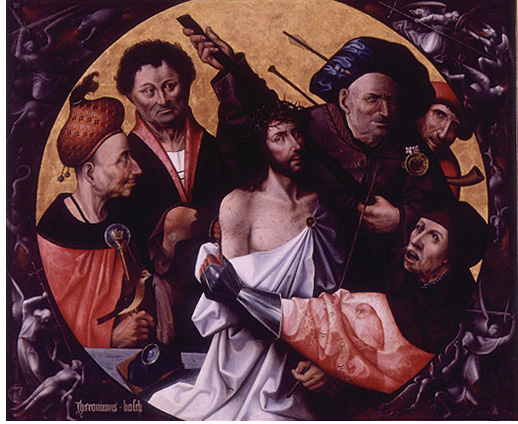
El Bosco Tabla central de tríptico de los Improperios o de la Pasión

| Quia eduxi te de terra Aegypti:Miqueas 6:4 parasti crucem salvatori tuo. | V:Yo te saqué de la tierra de Egipto;Miqueas 6:4 tú preparaste una cruz para tu Salvador. |
| Hagios o Theos – Sanctus deus Hagios Ischyros – Sanctus fortis Hagios Athanatos, eleison hemas. – Sanctus immortalis, miserere nobis. | I. Hágios o Theós. II. Santo es Dios. I. Hágios Ischyrós. II. Santo y fuerte. I. Hágios Athánatos, eléison hemás. II. Santo e inmortal, ten piedad de nosotros.                                                                                                 |
| Quia eduxi te per desertum quadraginta annis,Deuteronomio 8:2 et manna cibavi te,Deuteronomio 8:3 et introduxi in terram satis optimam, Deuteronomio 8:7 parasti crucem salvatori tuo.                                                                            | V: Yo te guié cuarenta años por el desierto, Deuteronomio 8:2 te alimenté con el maná, Deuteronomio 8:3 te introduje en una tierra excelente; Deuteronomio 8:7 tú preparaste una cruz para tu Salvador.                                                         |
| Hagios o Theos … | Hagios, o Theos, … |
| Quid ultra debui facere tibi, et non feci? Isaias 5:4 Ego quidem plantavi te vineam meam speciosissimam: et tu facta es mihi nimis amara,Jeremías 2:21 aceto namque sitim meam potasti Salmo 68:22Juan 19:29 et lancea perforasti latus salvatori tuo. Juan 19:34 | V: ¿Qué más pude hacer por ti? Isaias 5:4 Yo te planté como viña mía, escogida y hermosa. ¡Qué amarga te has vuelto conmigo! Jeremías 2:21 Para mi sed diste vinagre, Salmo 69:21 Juan 19:28-29 y con la lanza traspasaste el costado a tu Salvador. Juan 19:34 |
| Hagios o Theos … | Hagios, o Theos, … |
| II. Ego propter te flagellavi Aegyptum cum primogenitis suis: et tu me flagellatum tradidisti. Popule meus … | Yo por ti azoté a Egipto y a sus primogénitos; tú me entregaste para que me azotaran. Pueblo mío... |
| Ego te eduxi de Aegypto, demerso Pharaone in mare Rubrum: et tu me tradidisti principibus sacerdotum. Popule meus … | V:Yo te saqué de Egipto, sumergiendo al Faraón en el mar Rojo; tú me entregaste a los sumos sacerdotes. Pueblo mío… |
| Ego ante te aperui mare: et tu aperuisti lancea latus meum. Popule meus … | V: Yo delante de ti abrí el mar; tú con la lanza abriste mi costado. Pueblo mío… |
| Ego ante te praeivi in columna nubis: et tu me duxisti ad praetorium Pilati. Popule meus … | Yo te guiaba con una columna de nubes; tú me guiaste al pretorio de Pilatos. Pueblo mío… |
| Ego te pavi manna per desertum: et tu me cecidisti alapis et flagellis. Popule meus … | V: Yo te sustenté con maná en el desierto; tú me abofeteaste y me azotaste. Pueblo mío… |
| Ego te potavi aqua salutis de petra: et tu me potasti felle et aceto. Popule meus … | V: Yo te di a beber el agua salvadora que brotó de la peña; tú me diste a beber hiel y vinagre. Pueblo mío ... |
| Ego te exaltavi magna virtute: et tu me suspendisti in patibulo crucis. Popule meus … | V: Yo te levanté con gran poder; tú me colgaste del patíbulo de la cruz. Pueblo mío ... |
| Ego propter te Chananaeorum reges percussi: et tu percussisti arundine caput meum. Popule meus … | V: Yo por ti herí a los reyes cananeos; tú me heriste la cabeza con la caña. Pueblo mío ... |
| Ego dedi tibi sceptrum regale: et tu dedisti capiti meo spineam coronam. Popule meus … | V: Yo te di un cetro real; tú me pusiste una corona de espinas. Pueblo mío ... |

## Anglicanismo
Durante la Reforma inglesa, Thomas Cranmer, arzobispo de Canterbury, suprimió los reproches cuando escribió el primer Libro de Oración Común en el siglo XVI. Sin embargo, el movimiento litúrgico y el deseo de conectarse con las antiguas tradiciones litúrgicas ha llevado a algunas provincias de la Comunión anglicana a reintroducir los Reproches. Por ejemplo, los revisores del Libro de Oración Anglicano de 1989 de la Iglesia anglicana del Sur de África para reintroducir los Reproches como "La Adoración Solemne de Cristo Crucificado".

## Adaptaciones musicales

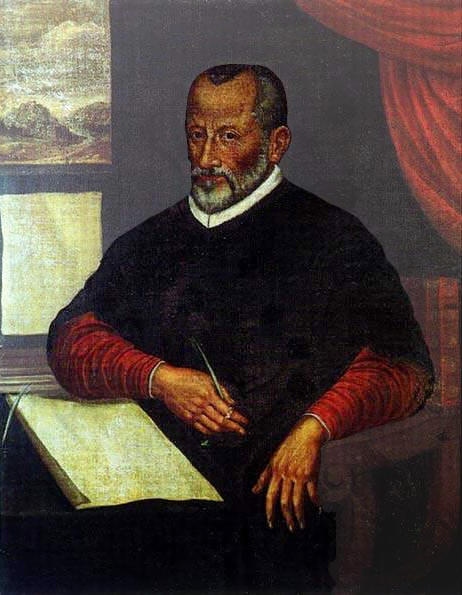
Palestrina

Al principio, las frases eran acompañadas por una melodía en canto llano. En el año 1560, Palestrina les puso una melodía tan apropiada que Pio IV ordenó que se interpretaran en la Capilla Sixtina, en donde se les ha oído durante varios siglos cada Viernes Santo. La mejor edición de los Improperia de Palestrina es probablemente la publicado por Proske en el cuarto volumen de Musica Divina en 1863. Esta versión se basa en el manuscrito Altemps-Ottoboni de la Biblioteca Vaticana. Al mismo tiempo, Tomás Luis de Victoria,  miembro de la Congregación del Oratorio de San Felipe Neri, compuso en su totalidad el Officium Sanctae Hebdomadae. Sus Improperia se ejecutan no sólo durante la celebración del Viernes Santo, sino también en concierto. Los de Victoria son, de hecho, una obra maestra.
A los improperios se le conoce también musicalmente con el nombre de Popule meus, por el nombre del estribillo usado en el poema.
Otros compositores que han escrito Improperios, son:
- El español Joan Pau Pujol, conocido también como Juan Pujol, en el siglo XVII.
- El portugués Diogo Dias Melgás, en el siglo XVII.
- El venezolano José Ángel Lamas, (1775-1814)
- El polaco Marian Sawa (1937-2005)
- El húngaro Lajos Bárdos (1899-1986)
- El Cardenal italiano Domenico Bartolucci en su oratorio La pasión
- El británico John Tavener, (1944-2013)
- El brasileño José Maurício Nunes Garcia (1767 – 1830)
- El francés Antoine Boësset, (1586-1643)

- El español Antoni Nicolau i Parera
- El español Federico Mompou
- El Belga Karel Goeyvaerts
- El danés Bernhard Lewkovitch, (1973).
- El polaco Penderecki en su obra La Pasión según San Lucas.
- El checo Petr Eben.
- El británico Richard Allain con su obra Improperia para doble coro y semi-coro, (2007).

## Los Improperios y el antisemitismo
Según el historiador francés Jules Isaac Los Improperios representan el mejor ejemplo de la voluntad de degradar los judíos como pueblo deicida. Las condenas de Cristo son globales, la vergüenza recae sobre el pueblo judío en general, acerca de los judíos de todos los tiempos, gracias a "arrebatos poéticos de eficiencia incomparable". En su obra Jesús e Israel, Isaac dice que la majestad, la solemnidad, y la belleza del rito ayuda para impresionar a los fieles un subconsciente antisemita.
La Iglesia Católica ha reafirmado en el Concilio Vaticano II la interpretación de los Improperia como dirigida a toda la humanidad y no sólo para el pueblo judío. Esta posición es compartida por la mayoría de las iglesias cristianas.